# Кік Бутовський: Розбишака з передмістя
«Кік Бутовський: Розбишака з передмістя» (англ. Kick Buttowski: Suburban Daredevil) — американський мультиплікаційний серіал каналу Disney. Пілотна серія вийшла 13 лютого 2010 року, остання — 2 грудня 2012 року. Серіал тривав 2 сезони, за цей час вийшло 52 випуски.

## Сюжет
Головний герой мультсеріалу — хлопчик на ім'я Кларенс "Кік" Бутовський. Він має хобі: екстримальні трюки. У всіх його справах допомагає його друг, Гюнтер Магнусон. Також йому доводиться розбиратися зі своїм старшим братом Бредом.
Кік — великий борець із буденністю, який прагне зробити кожну мить свого життя особливим. Твердо вирішивши стати найвідчайдушнішим каскадером у світі, Кік впевнено йде до своєї мети, рішуче долаючи на своєму шляху всі перешкоди. У цьому йому допомагають його незамінний шолом, вірний скейтборд «Синій», санки «Блакитна блискавка» та велосипед «Пила».

## Головні герої
- Кларенс «Кік» Бутовський (англ. «Clarence "Kick" Buttowski»), або як його називає Уейд «Людина-Небезпека» (англ. «Dunger Dude»), «Аміго» (англ. «Amigo») — головний герой мультсеріалу. Онук Герберта та Розалін, син Гарольда та Хані, племінник Саллі, брат Бреда та Брі, кузен Кайла, найкращий друг Гюнтера та Уейда.  Він титульний головний герой мультсеріалу, головною метою якого - стати найбільшим шибайголовою у світі! Трюки, каскадерство, це все його найбільша обсессія. Кік - самозагартований, дуже упертий, жорсткий хлопчик, який ніколи не відвернется від виклику та має велику рішучість що часто суперечить з його темпераментом. Він не відчуває романтичних інтересів окрім як в деяких ситуаціях та радше просто любить розважатися або руйнувати все, що трапляється на його шляху. Показано, що Кік має натуральний талант до усього пов'язаного з екстримом, та інженерні задатки. Він також добре засвоює нову інформацію, може виконати домашні завдання за місяць в одну ніч, але не зважаючи на це погано вчится у школі. Він майже завжди говорить тихим низьким тоном, кожен день носить комбінезон з червоними лініями на рукавах, жовті рукавички та черевики. Кік ніколи не знімає свого шолому бо вважає його частиною своєї ідентичності як шибайголови, та сильно ним дорожить і тільки деякі персонажі колинебуть бачили його без шолому. Називає шолом жіночими займенниками Кік дуже низький на свій вік та має торчащі дупу і живіт, він найменший з учнів в школі. Його низький зріст та тіло спонукають до думки що він має свого роду карликовість, але це невідомо. Хоч його учинки завдають шкоди оточуючим, а він сам любить робити нищівні речі, усеодно нерідко показано що він має добре серце та вчиняє хороші вчинки. Кік ігнорує ненависть людей до нього та реагує тільки на деякі обзивання.
- Гюнтер Магнусон (англ. «Gunther Magnuson»), або як його кличе Уейд «Напарник Людини-Небезпеки» (англ. «Wingman»), Аміго (англ. «Amigo») — син Магнуса і Хельгі, племінник Бйоргена і Крістофера, найкращий друг Кіка і Уейда.  Всіляко допомагає Кікові з трюками, проте сам трохи боягузливий.  Гюнтер товстий (також зображуєтся силачем), має біляве волосся, має ластовиння і в деталізованих кадрах як і Кік має блакитні очі. Носить помаранчеві крокси, бракитну футболку з синіми шортами та червону кепку. Він також низький, але вищий за Кіка. Гюнтер гарний патріот своєї рідної країни, сім'я Гюнтера з Норвегії, вони переїхали до США з бізнес інтересами. Вони також вікінги/зображені як вікінги.  Він читає реп коли дуже розлючений,  ненавидів коли його кликали дівчинкою але згодом перестав реагувати.
- Бредлі «Бред» Бутовський (англ. «Bradley "Brad" Buttowski») — основний антагоніст серіалу. Онук Герберта та Розалін, син Гарольда та Хані, племінник Саллі, брат Кіка та Брі, кузен Кайла. Йому 16 або більше років.  Любить знущатися над Кіка. Залишається за старшого, коли батьків нема вдома. У Бреда дуже погано з гігієною — у його кімнаті жахливо тхне, бо там валяються брудні труси, використані серветки, брудні шкарпетки та футболки. Жахливо вчиться. Вважає, що користується популярністю у дівчат, які насправді вважають його блазнем та лохом. Також він вважає себе розумнішим і сильнішим за Кіка.  Часто називає Кіка «Дурком», причому майже ніколи не називає брата на ім'я. Бред колекціонує прожовані черлідерами жуйки, зберігає в таємних місцях еротичні журнали «Дроворуби-Танкіні» та любить їх теле-шоу. Часто залицяєтся до дівчат, що часто закінчуєтся відразою. Улюблена фраза «Так, Бреде!». Його день народження — 14 травня. Має своїх дружбанів-блазнів, які скрізь за ним слідують, поза його домом — Горацій та Пентсі.
- Уейд Коулсонс (англ. «Wade Coulsons») — продавець магазину «Їжа та ремонт», найкращий друг Кіка та Гюнтера. Носить шапку, що заплющує його очі, називає Кіка та Гюнтера «Амігос». Вейд має сокс, який він любить і береже. Уейд — відмінний друг і товариш, який може підтримати у скрутній ситуації. Завжди в спокійному стані, ніколи не переймаєтся.

## Другорядні герої

### Родичі Кіка
- Герберт «Дідусь» Бутовський (англ. «Herbert "Grandpa" Buttowski») — колишній чоловік Розалін, батько Гарольда, дідусь Бреда, Кіка та Брі. У молодості часто займався трюками, працював кур'єром і розвозив листи, посилки та газети. Брав участь у Другій світовій війні. Йому 72 роки.
- Розалін «Бабуся Розі» Бутовський (англ. «Rosalyn "Grandma Rosie" Buttowski») — колишня дружина Герберта, мати Гарольда, бабуся Бреда, Кіка і Брі. Майстриня розіграшів: якщо її розіграти, вона відіграється. Багато спільного має з Кіком: наприклад, обоє обожнюють передачу «Хижі птахи». 70 років.
- Гарольд «Гаррі» Бутовський (англ. «Harold "Harry" Buttowski») — син Герберта та Розалін, чоловік Хані, дівер Саллі, тато Бреда, Кіка та Брі, дядько Кайла . Зазвичай веселий і спокійний, але водночас гранично обережний. Залюбований в свою бірюзову старомодну машину (1974 AMC Pacer Wagen) та називає її Монік. Любить паперову роботу з рахунками та листами, був королем Пінг-Понга (поки його не обіграв Кік). 43 роки.
- Хані «Хані Сплеск» Бутовський (англ. «Honey "Honey Splash" Buttowski») — дружина Гарольда, сестра Саллі, мама Бреда, Кіка і Брі, тітка Кайла. Дуже дбайлива і, як мати, хвилюється за Кіка з приводу його небезпечного хобі; іноді допомагає Кіку у його трюках. У неї руде пишне волосся. Як і Гарольд, залюбована і своїй машині та ласкаво називає її Антоніо (Ford Granada 1972). У серії «Кльові гени» з'ясовується, що колись вона була відомою чемпіонкою в гонках на швидкісних катерах під псевдонімом «Хані Сплеск». У тій же серії показується, що Хані подарувала перший комбінезон Кіку, щоб підбадьорити сина в його починаннях шибайголови. 41 рік.
- Саллі (англ. «Sally») — сестра Хані, мама Кайла, тітка Бреда, Кіка та Брі. Багато разів виходила заміж, мабуть, через незвичайний характер Кайла. Вона руда, з чорними очима, в зеленій блузці без рукавів, фіолетових штанах, рожевих тенісних туфлях і білому поясі. Ще вона любить носити мексиканське сомбреро. Схоже, що вона, як і решта, теж знаходить Кайла дратівливим, тому що рада залишити сина на опіку Кіка та його родини.
- Бріанна «Брі» Бутовський (англ. «Brianna "Brie" Buttowski») — онука Герберта та Розалін, дочка Гарольда та Хані, племінниця Саллі, сестра Бреда та Кіка, кузина Кайла . Їй 9 років. Кік думає, що вона ні трохи не краща за Бреда, хоч і часом їй допомагає. Брі дуже часто бере участь у конкурсах краси, особливо у конкурсі «Манерні Крихітки». Розпещена і дуже хитра. Оскільки Бріанна наймолодша, то отримує бажане за допомогою фрази «Я хочу!» і дуже гучного крику (подібним методом діє Міллі Бартонбергер з Кід vs. Кет). Любить дратувати Кіка, але на відміну від Бреда поважає його і навіть поводится як він. Є шанувальницею Тіни Іноді і наслідує її в одязі. Любить єдинорогів та поні. В конкурсах краси має суперницю — Пенелопу Паттерсон.
- Кайл (англ. «Kyle») — син Саллі. Має своєрідний характер та манеру спілкування, через що багатьох дратує. Сильно прив'язаний до Кіка і тим самим створює йому незручності. Він психічно не здоровий, має розлади харчування. Майже всі в Мелоубруку його не люблять, бо він їх дратує. багато балакає, причому в розмові часто змінює теми. Від його перманентного швидкого патякання можна з'їхати з глузду. В англійському варіанті озвучений тією ж людиною, що й озвучував Губку Боба.
- Стів (англ. «Steve») — єдиний домашній улюбленець в сім'ї Бутовських, золота рибка Кіка, з якою він любить радитися або просто розмовляти.
- Джеззі (англ. «Jazzy») — собака-рятувальник, що недовго перебувала під опікою Кіка, рятуючи його від Бреда і Оскара, але так само і від трюків. Згодом передана бабці, що вічно потрапляє в небезпечні ситуації

### Родичі Гюнтера
- Магнус Маґнусон (англ. «Magnus Magnuson») — чоловік Хельгі, тато Гюнтера, друг Хані та Гарольда. Володіє місцевим рестораном «Бойові закуски». Має запальний характер, часто вигукує вікінгський клич. Не любить коли його кільт називають спідницею. Любить настільний футбол. Має руду та густу бороду, носить косу.
- Хельга Маґнусон (англ. Helga Magnuson) — дружина Магнуса, мама Гюнтера. Хельга — блондинка, носить кіски. Зазвичай у червоній сукні. На відміну від Магнуса, вона бере на себе відповідальність за дім та Гюнтера, тобто відпрацьовує «другу зміну». Є нейтральною, доброю, але може поставити свого чоловіка на місце. Хельга — одна з нейтральних, але помітних персонажів.
- Бьорген Маґнусон (англ. «Bjergen Magnuson») — брат Магнуса, дядько Гюнтера, який теж працює офіціантом у ресторані «Бойові закуски».
- Крістофер (англ. «Christopher») — брат Магнуса, дядько Гюнтера. В сім'ї до нього ставляться з неповагою через провал його ритуалу Флеппворгенйост. Працює різьбярем риби у ресторані «Бойові закуски». Радше є персонажом-жартом
- Клаус (англ. «Claus») — олень Гюнтера. Вперше з'являється в серії «Новий рік з Кайлом», де на ньому мускулистий Гюнтер з голим торсом підбирає виснаженого від холоду та вітру Кіка, після чого в серіалі більше не з'являєтся.

### Кумири Кіка
- Вільям «Біллі Стампс» (англ. "William "Billy Stumps"") — всесвітньо відомий екстремальний каскадер. Кік є його затятим фанатом і готовий піти на будь-що заради зустрічі з ним або отримання пов'язаних з ним предметів (у Кіка є книга з його автографом, якою він цінує). Через катастрофу у нього відсутня рука. Хоча в серії «Продано!», коли Кік та Джекі дивилися «ДестрактоКон 87», Біллі Стампс із двома руками. Найчастіше з'являється на плакаті у кімнаті Кіка або пов'язаної з ним продукції. Йому 50 років.
- Уїльям «Білл» Грінн (англ. "William "Bill" Greenn") — скейтбордист, на скейтборді у нього написано Mr.Greenn. Йому 37 років.
- Родні «Рок» Калахан (англ. «Rodney "Rock" Callahan») — кіноактор і кінокаскадер. Кік — його фанат (має годинник, у вигляді Фігурки Рока Калахана, який пізніше зламала Бріанна). 41 рік. Знявся у фільмах «Октокоп», «Зомбі мотокрос» та «Персей у Піттсбурзі». Його коронна фраза: «Рок-н-рол!». Дорожить своїми темними окулярами. Прототипом послужив Дуейн «Скеля» Джонсон
- Джок Уайлдер (англ. «Jock Wilder») — дикун, живе в таборі в джунглях. Часто працює провідним у передачах про джунглі. Джок був вихований зграєю вовків, має не такого сильного та грізного брата, вихованого зграєю чіхуахуа. Джоку — 47 років.
- Майкл «Майк-Брудний-Байк» (англ. «Michael "Mike the-Dirty Bike"») — екстремальний мотокаскадер. Здатний долати на своєму байку тонкі, як ножі, доріжки, їздити демокросом, долати мертві петлі (за винятком Мертвої Петлі Прискорення, яку згодом подолав Кік разом з Гюнтером). Носить рукавички із написом «Відчайдушний хлопець». Він на людях ніколи не показує своє обличчя, приховуючи його за крутим шоломом. Носить пофарбований у холодні кольори костюм. 38 років.
- Девід «Мертвець Дейв» (англ. «David "Dead Man Dave"») — легенда скейтбордингу, як каже Кік. Усі вважають, що він загинув під час трюку, але про те, що він живий, знають лише Кік та Гюнтер. Живе у покинутому парку розваг. 42 роки. Його показували лише у двох серіях із усього мультсеріалу. Загальна приказка Дейва і Кіка — «Зроби все, а потім ще!!!»
- Бум МакКондор (англ. «Boom McCondor») — худий високий блондин. Носить джинси, чорну олімпійку та білі чоботи. Улюблена фраза: «Кар-кар!» З допомогою гірських орлів здатний літати. Каскадер. В одній із серій Кік змагався з Бредом за право зробити трюк разом із Бумом на Гаваях. 39 років.

### Однокласники Кіка
- Кендалл Перкінс (англ. «Kendall Perkins») — голова класу, в якому навчаються Кік і Гюнтер. Кік бісить та заважає їй, тому вона хоче нашкодити йому та його трюкам, хоча насправді вона закохана у нього. Зустрічається з Рональдо. На перший погляд, Кендал — владна, вперта і зла, проте в глибині душі вона добра і чуйна дівчина. День народження 8 березня. В одній серії доказом її почуттів до Кіка є напис на шафці «Я люблю К. Б.», в іншій бажання поцілувати його на шкільному спектаклі Ромео і Джульєтта, а в серії «Великий Рот» замовила Роту роздобути їй фотографії Кіка. Точно не відомо, чи відповідає Кік їй взаємністю, але в мультсеріалі були натяки на їхні можливі стосунки.
- Рональдо «Той хто Темний» (англ. «Ronaldo "The Dark One"») — дуже розумний однокласник Кіка, захоплюється науками: фізикою, роботикою і хімією. Закоханий у Кендал, ненавидить Кіка, але на відміну від Кендал, по-справжньому. Він блондин, носить червону куртку з жовтими смугами на рукаві, чорні скіні джинси, великі окуляри.
- Крістофер «Рот» Гонсалес (англ. "Christopher "Mouth" Gonzales") — однокласник Кіка і молодший брат Пентсі. Рот може дістати будь-що. Його тато працює головним охоронцем у тогровому центрі Меллоубрук Моллі, тому його сім'я досить забезпечена. Рот — блондин, носить червону кофтину з короткими рукавами та білим коміром, блакитні джинси та кеди. Хитрий та єхидний, якщо допомагає комусь, то лише заради своїх інтересів.
- Джекі «Чокнута Джекі» Вакерман (англ. "Jackie "Wacky Jackie" Wakerman") — шалена однокласниця Кіка. Вона також є його фанаткою, причому іноді вона навіть дуже фанатична. Це часто заважає Кіку. Збирає особисті речі Кіка, пече кекси із зображенням Кіка, носить білу футболку з фотографією Кіка, зберігає молочні зуби та брекети свого кумира. В одній із серій закохала Гюнтера, через що той підкорив Вдовий Пік. 14 років. Родом із Німеччини. Бажає вийти заміж за Кіка.
- «Емо Кід» Ремінгтон (англ. «"Emo Kid" Remington») — однокласник Кіка, син Роуді Ремінгтона. Завжди у сумному та пригніченому настрої. На те, що відбувається, реагує песимістичними фразами про марність життя. Носить фіолетове волосся, що закриває праву половину особи. У серії «Битва за гараж» посміхнувся.

### Сусіди Кіка
- Роберт «Бобі» Вікл (англ. «Robert "Boby" Wickle») — сусід сім'ї Бутовських. Добрий і милий холостяк із м'якою меланхолійною особистістю. Другий дорослий, якого не дратують трюки Кіка. Любить рослини, особливо рози, та тварин. Бобі 43 роки.
- Шарлотта Чикареллі (англ. «Charlotte Cicarelli») — сусідка сім'ї Бутовських. Стервозна бабця, пліткарка. Чікареллі ненавидить галас та брак дисципліни, але ще більше ненавидить Кіка. У минулому була вчителем у школі Кіка.
- Оскар Чикареллі (англ. «Oscar Cicarelli») — пес Шарлотти Чикареллі, напрочуд схожий на свою господиню: такий же злий і стервозний. Він обожнює гризти людей за сідниці. Поведінка Оскара та поведінка Кіка ідентичні, що проявляється в серії «Пропав пес!».

### Інші персонажі
- Горацій МакДональд (англ. «Horace McDonald») — найкращий друг та попихайло Бреда. Має зелене волосся, що заплющує очі.
- Пентсі Гонзалес (англ. «Pantsy Gonzales») — найкращий друг Бреда і Горація, попихайло Бреда та старший брат Рота. Горацій, Пентсі та Бред дружать із пелюшок. Пентсі працює у кінотеатрі, влаштовуючи там диктатуру до відвідувачів та працівників та повний цирк
- Лоренс «Ларрі» Вайлдер (англ. "Lawrence "Larry" Wilder") — брат Джока. Ларрі ріс з чихуахуа, тому він щуплий, худий, немускулистий, хлипкий і боягузливий, але Кік таки зміцнив його дух. 44 роки.
- Гордон «Горді» Гібл (англ. «Gordon Gible») — хлопець із Західного Меллоубрука, ще один антагоніст серіалу, дуже злий, ненавидить Кіка не менше ніж його брат Бред, з тих пір, як Горді виключили зі школи. Із багатої сім'ї. Улюблена фраза: «Гібл-Перегиб!». 14 років.
- Скарлет Розетті (англ. «Scarlet Rosetti») — Каскадерка, в минулому дублерка Тіни Іноді, після того як Кік підштовхнув її розкрити свою особистість та відокремитись від ролі простої дублерки Тіни, її зробили антагоністкою шоу «Тіна Іноді».
- Місіс Фітцпатрік (англ. «Mrs. Fitzpatrick») — вчителька Кіка в початковій школі Меллоубрука. Її улюблена фраза «Угуу …». Напис «Хмм…» є номерним знаком її автомобіля. 51 рік.
- Пенелопа Патерсон (англ. «Penelope Paterson») — суперниця Бріани. у неї чорне волосся та зелені очі. Вміє їздити на одноколісному велосипеді та читати одночасно уривки творів Шекспіра. Виключена з клубу «Манерні крихти», одразу після того, як Бріану туди зарахували. 7-10 років.
- Луїджі Вендетта (англ. «Luigi Vendetta») — італійський хлопчик і наймолодший із семи італійських братів. Луїджі малий, правдоподібно має від 9 до 13 років та носить чорну сорочку з білою краваткою, темно сірий костюм в світло сіру лінію. Його з родиною зображують як мафіозі, він
- Паперовий Пітерсон (англ. «Peppery Peterson») — бомж який часто копається у смітнику. Він часто злится коли хтось взаємодіє зі смітниками в яких він сидить, місґендерить Гюнтера та має надзвичайний страх порізатися папером. До подій мультсеріалу був рестлером, відомий як «Вбивця Петерсон» і мав свій клуб/школу рестлерів, але був вигнаний своїм старшим братом Санчесом після чого і став бомжем. Кік із Гюнтером допомогли йому повернути клуб в одній серії, але події цієї серії не вплинули на його роль у майбутніх серіях
- Санчес Пітерсон (англ. «Sanchos Peterson») — старший брат Паперового Пітерсона. Він доволі патріотичний, виглядає як  бразилець. Чорноволосий. Любить гостру їжу. Займається бойовими мистецтвами.
- Бібліотекарка (англ. «Librarian») запальна, нестерпна. З її бібліотеки неможливо повернути, що якось там залишив. Виглядає, як мила бабуся, заплітає дві кіски. Носить довгу зелену спідницю з чорними гудзиками, кофту піщаного кольору та окуляри на мотузку. 59 років.
- Мішель (англ. Michelle) — жінка, яка в деяких серіях брала шлюб, кожен з яких обірвався через Кіка. Схоже, їй насправді ніколи не хотілося виходити заміж тож її весілля були просто жартами для наповнення серії рандомністю та твістами.

## Ролі озвучували
| Персонажі          | Оригінальне озвучення | Український дубляж   |
| ------------------ | --------------------- | -------------------- |
| Кік Бутовський     | Чарлі Шлаттер         | Роман Семисал        |
| Гунтур Магнусон    | Метт Джонс            | Назар Задніпровський |
| Бріанна Бутовський | Грей ДеЛайл           | Єлизавета Зіновенко  |
| Бред Бутовський    | Денні Куксі           | Олександр Погребняк  |
| Біллі Стрампс      | Джефф Беннетт         | Сергій Солопай       |
| Хані Бутовський    | Карі Валгрен          | Олена Узлюк          |
| Гарольд Бутовський | Браян Степанек        | Михайло Войчук       |
| Містер Вікль       | Джон Ді Маджо         | Євген Пашин          |